# Santiago de Pablo
Santiago de Pablo Contreras (Tabuenca, 25 de julio de 1959) es un historiador español, catedrático de Historia Contemporánea de la Universidad del País Vasco.

## Biografía
Desde los seis años vive en Vitoria. Estudió Historia en la Universidad del País Vasco. Desde 2001 es catedrático de Historia Contemporánea.

## Obras
- Las raíces de un cáncer: Historia y memoria de la primera ETA (1959-1973). De Pablo, Santiago; Fernández Soldevilla, Gaizka (Tecnos, 2024).
- Breve historia de Euskadi (Madrid, Debate, 2011) (José Luis de la Granja eta Coro Rubiorekin batera)
- Laurak bat. Euskadi eta Nafarroa XX. mendean (Bilbo, EHU, 2010).
- En tierra de nadie. Los nacionalistas vascos en Álava (Vitoria, Ikusager, 2008).
- El péndulo patriótico. Historia del Partido Nacionalista Vasco (Bartzelona, Crítica, 2005) (Ludger Meesekin batera).
- De Túbal a Aitor. Historia de Vasconia (Madril, La Esfera de los Libros, 2002)
- Documentos para la historia del nacionalismo vasco. De los Fueros a nuestros días (Bartzelona, Ariel, 1998)
- La Segunda República en Álava (Bilbo, EHU, 1989).